# TTC Virton
Le TTC Virton est un club de tennis de table belge.    
Depuis les années 1990, le club assure une présence aux plus hauts échelons du tennis de table belge, tant chez les messieurs que chez les dames.  
Le club s'est qualifié plusieurs fois pour la Coupe d'Europe ETTU, en messieurs et en dames,.
Les meilleurs pongistes belges, certains et certaines avec une carrière internationale, ont joué dans la salle du club tennis de Table à Virton, située à la cours Marchal.
C'est un des principaux clubs de tennis de table de la province du Luxembourg. Il est affilié à la Fédération Royale Belge de Tennis de Table (FRBTT), sous le matricule LX001.

## Histoire du club
Le club est fondé en 1976. Il est issu de la fusion de trois clubs locaux, « Les 3 Violettes » et « La Palette », de Virton, et les «Dragons» de Latour. L'ensemble constitue alors le club de Virton Latour,.
Le club accède en 1992 à la Superdivision Messieurs.
Le club accède en 1995 à la Superdivision Dames.
Depuis son origine, le club a porté différentes dénominations : TT LAP Virton, Citibank Virton, Sud Telecom Virton, Century 21 Virton.

## Palmarès du club

### Messieurs
2010-2011 : finaliste de la Coupe de Belgique contre La Villette de Charleroi.

### Dames
2006-2007 : l'équipe Dames, composée de Romy Borbouse, Viktoria Lucenkova et Viera Marcekova, remporte pour la première fois le Championnat de Superdivision Dames.
2007-2008 : l'équipe Dames devient pour la deuxième fois championne de la Superdivision Dames.

## Principaux joueurs du club
| Nom                    | Meilleur classement | Saisons jouées              | Titres                          |
| ---------------------- | ------------------- | --------------------------- | ------------------------------- |
| Muhamed Mehmedovic     | A6                  | (1992-...;2004-2014)        |                                 |
| Marc Lambot            | A4                  | (1992-...)                  |                                 |
| Tarik Hodžić (en)      |                     |                             |                                 |
| Olivier Higuet         | B0                  |                             |                                 |
| Dragos Olteanu         | A12                 | 3 (2008-2011)               |                                 |
| Berenger Servais       | B0                  |                             |                                 |
| Jozsef Leinweber       | As10                | 2 (2002-2004)               |                                 |
| Wei Lichen             | As9                 | (2002-2003)                 |                                 |
| Robert Pigonyi         |                     | (2002-                      |                                 |
| Marc Closset           |                     |                             |                                 |
| Christophe Closset     |                     |                             |                                 |
| Vincent Van Loo        | B2                  | 2 (2006-2008)               |                                 |
| Olivier Marmurek       | A5                  | (2001-...)                  |                                 |
| Gregory Elensky        | A19                 | (2001-...)                  |                                 |
| Pim De Goede           | B0                  | 1 (2006-2007)               |                                 |
| Kevin Vissers          | A10                 | 3 (2003-2006)               |                                 |
| Zlatko Rajcic          | A12                 | (1998-2008)                 |                                 |
| Martin Bratanov        | A2                  | 1 (2009-2010)               |                                 |
| Monday Merotohun (en)  | A5                  | 1 (2014-2015)               |                                 |
| Admir Duranspahić (de) | A4                  | 2 (2011-2013)               |                                 |
| Segun Toriola          | A1                  | 4 (2013-2017)               |                                 |
| Kazeem Nosiru (en)     | A8                  | 3 (2013-2016)               |                                 |
| Chen Jia               | A7                  | 1 (2015-2016)               |                                 |
| Tomislav Kolarek       | A3                  | 1 (2016-2017)               |                                 |
| Yannick Vostes         | A2                  | (2011-2012 et 2016-présent) |                                 |
| Gaëtan Swartenbrouckx  | A8                  | 1 (2019-2020)               |                                 |
| Filip Szymanski        | A7                  | 3 (2017-2020)               |                                 |
| Nicolas Degros         | B0                  | 1 (2018-2019)               |                                 |
| Cédric Merchez         | A6                  | (2010-2021)                 | Champion d’Europe Vétérans 2019 |
| Alessi Massart         | A16                 | (2020-présent)              |                                 |

## Principales joueuses du club
| Nom                  | Meilleur classement | Saisons jouées                      | Titres |
| -------------------- | ------------------- | ----------------------------------- | ------ |
| Amélie Bergmann      |                     | 8 (1997-1998; 1999-2006)            |        |
| Michèle Paler        |                     | 3 (1999-2002)                       |        |
| Stéphanie Thiebaux   |                     | 6 (1993-1998; 2002-2003)            |        |
| Anaïs Aubry          |                     |                                     |        |
| Cindy Guillaume      |                     | 6 (1993-1997; 1999-2000; 2008-2009) |        |
| Iliana Dimitrova     |                     | 1 (1996-1997)                       |        |
| Florence André       |                     | 11 (1993-2004)                      |        |
| Marine Dropsy        | B2                  | 10 (2006-2016)                      |        |
| Romy Borbouse        | A13                 | 7 (2001-2008)                       |        |
| Viera Marcekova      | A1                  | 2 (2006-2008)                       |        |
| Viktoria Lucenkova   | A2                  | 2 (2006-2008)                       |        |
| Natallia Zhyshkevich | A4                  | 4 (2010-2014)                       |        |
| Andrea Masivca       | B0                  | 2 (2009-2011)                       |        |
| Nathalie Steichen    | B0                  | 3 (2008-2011)                       |        |
| Frédérique Paring    | B0                  | (2006-2020)                         |        |
| Alison Georis        | A8                  | 1 (2011-2012)                       |        |
| Roberta Dragonu      | B2                  | 2 (2015-2017)                       |        |
| Perrine Collard      | B0                  | (2006-présent)                      |        |